# Jürgen Paeke
Jürgen Paeke född den 13 september 1948 i Biesenthal, Tyskland, är en östtysk gymnast.
Han ingick i det östtyska lag som tog OS-brons i lagmångkampen i samband med de olympiska gymnastiktävlingarna 1972 i München.